# Chama lazarus

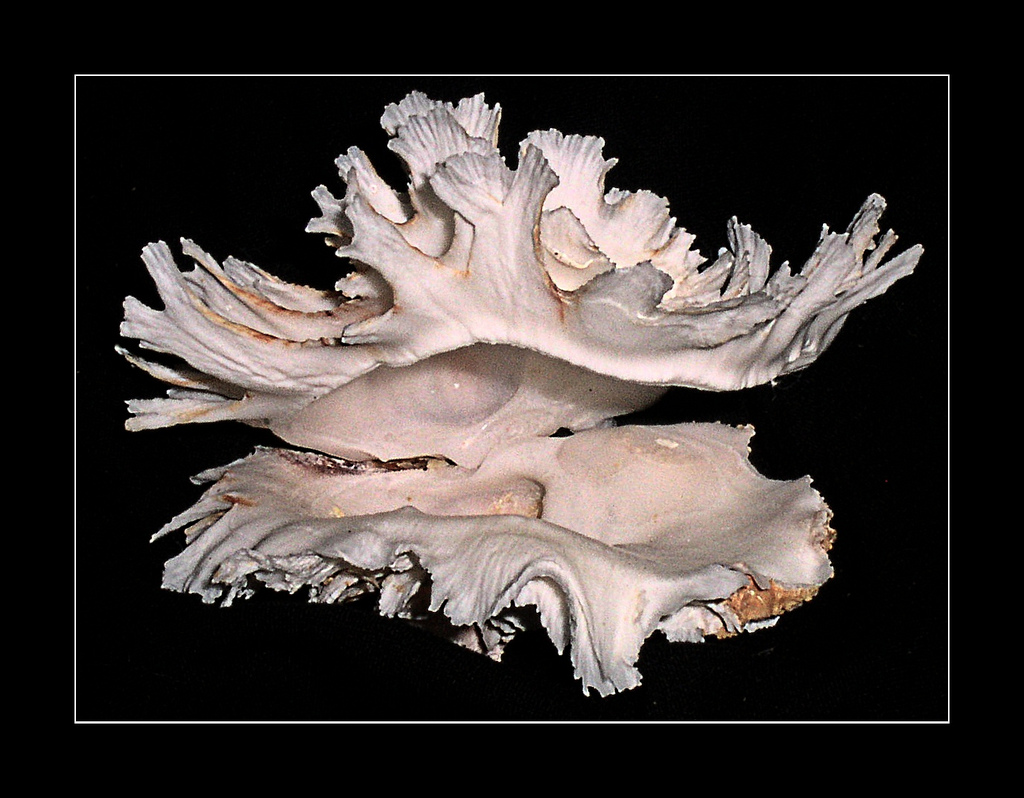
Ventralansicht

Chama lazarus ist eine Muschel-Art aus der Familie der Hufmuscheln (Chamidae).

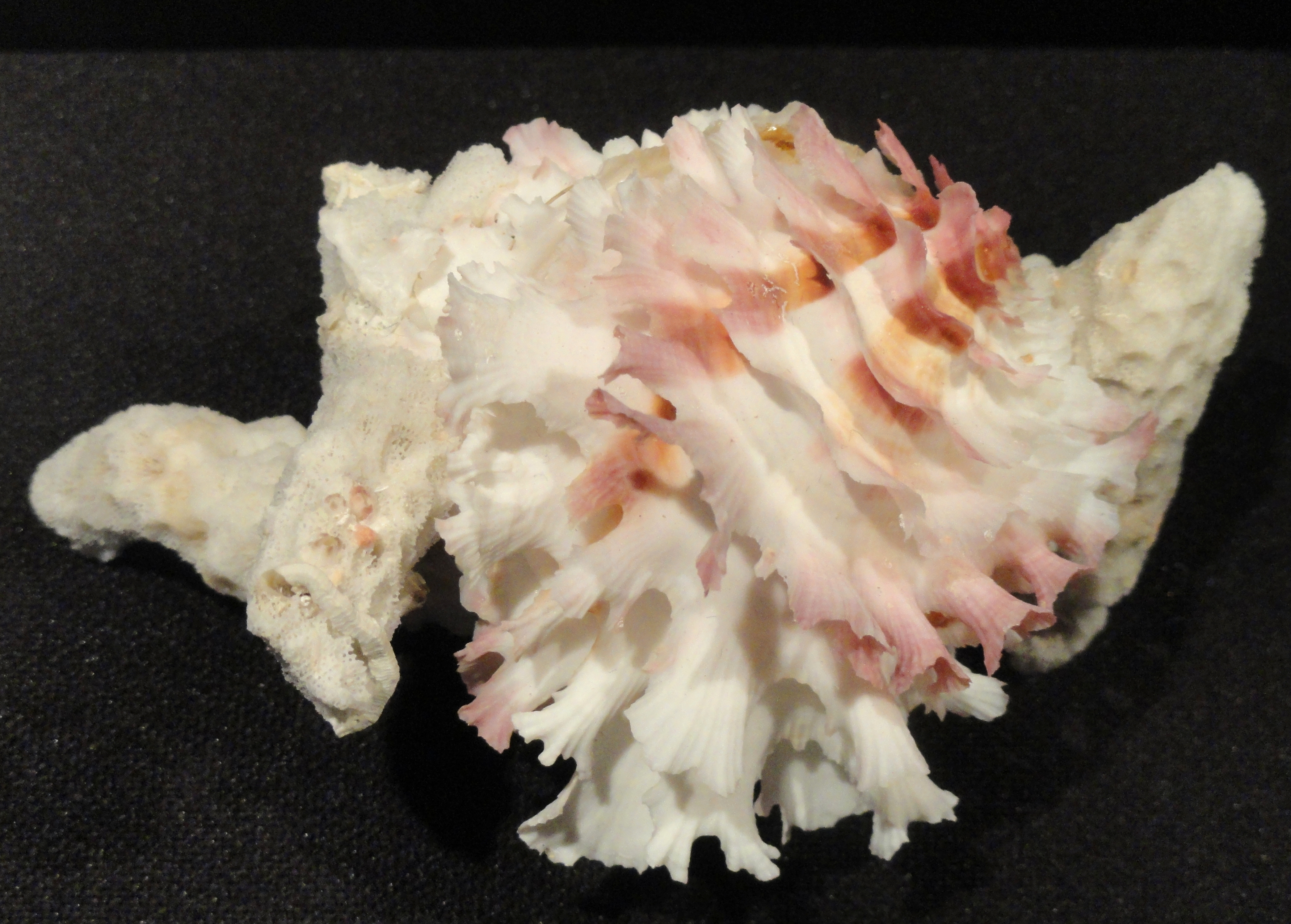
Chama lazarus festgewachsen auf einer Koralle

## Merkmale
Das ungleichklappige Gehäuse wird bis 10 cm groß. Es ist im Umriss unregelmäßig rundlich oder eiförmig. Meist ist die linke Klappe fest zementiert auf einem Hartgrund. Die untere Klappe ist gewölbt und tassenförmig, die flache obere Klappe fungiert als Deckel. Die Wirbel sind weit spiralig nach vorne gebogen. In der Aufsicht auf die festgewachsene Muschel ist somit der Wirbel nach rechts eingedreht.
Das extern liegende Ligament ist bogenartig gewölbt und liegt auf Nymphen. In der unteren Klappe sind zwei Hauptzähne vorhanden, ein breiter vorderer Hauptzahn und ein langer, schmaler hinterer Hauptzahn und ein hinterer Seitenzahn. In der oberen Klappe ist ein langer, schmaler Hauptzahn und eine weite Grube vorhanden sowie ein hinterer Seitenzahn. Die zwei Schließmuskeln sind nahezu gleich groß. Eine Mantelbucht fehlt.
Die aragonitische Schale ist dickwandig und sehr fest. Die Oberfläche weist eine kräftige konzentrische und radiale Lamellen auf, die randlich zu blattförmigen Fortsätzen verlängert und verbreitert sind. Die Farbe ist variabel, von weißlich, gelblich, orange bis rötlich.
Die Siphonen sind kurz und voneinander getrennt. Der Fuß ist stark reduziert. Im Mantelrand sind sensorische Organe.
Rechte und linke Klappe des gleichen Tieres:

Rechte Klappe
Linke Klappe

## Geographische Verbreitung und Lebensraum
Chama lazarus lebt im Indopazifik; die Art kommt von Ostafrika bis nach Melanesien, und von den Amami-Inseln (Südjapan) bis Australien vor. Die Art lebt im Flachwasser von Korallenriffen und anderen Hartsubstraten, aber auch in größeren Wassertiefen.

## Taxonomie
Die Art wurde bereits 1758 von Carl von Linné aufgestellt. Es ist die Typusart der Gattung Chama Linnaeus, 1758.

## Belege